# یواس‌اس او-۱۰ (اس‌اس-۷۱)
یواس‌اس او-۱۰ (اس‌اس-۷۱) (به انگلیسی: USS O-10 (SS-71)) یک زیردریایی بود که طول آن ۱۷۲ فوت ۴ اینچ (۵۲٫۵۳ متر) بود. این زیردریایی در سال ۱۹۱۸ ساخته شد.